# گمینا گولوب-دوبژنگ
گمینا گولوب-دوبژنگ (به لهستانی:  Gmina Golub-Dobrzyń) یک گمینا در لهستان است که در شهرستان گولوپ-دوبژن واقع شده‌است. گمینا گولوب-دوبژنگ ۱۹۷٫۴۵ کیلومتر مربع مساحت و ۸٬۱۳۹ نفر جمعیت دارد.